# Pilosella florentoides
Pilosella florentoides là một loài thực vật có hoa trong họ Cúc. Loài này được (Arv.-Touv.) P.D.Sell & C.West miêu tả khoa học đầu tiên năm 1975.